# Капела бандуристок «Дзвінга»
Капела бандуристок «Дзвінга» — музичний колектив, який діє у Львові.

## Історія
Капела бандуристок «Дзвінга» заснована 1 грудня 2000 року громадською організацією «Дзвін Галичини». Більшість учасниць капели є випускницями музичних шкіл. У репертуарі «Дзвінги» українська та світова класика, народні пісні, духовна та сучасна музика в оригінальній обробці художніх керівників: хормейстра та диригента Марії Соломко і концертмейстера Наталії Мишловської.
Капела долучається до мистецьких заходів Львова та України, і заходів світового масштабу. Першим серйозним виступом капели стала участь у святкуванні з нагоди приїзду в Україну Папи Римського Івана Павла II (червень 2001). Капела долучається до діяльності бельгійсько-українських товариств, які опікуються сиротинцями та інтернатами міста Львова й області. Місія, покладена на «Дзвінгу» — популяризація української культури та збір коштів на підтримку дітей-сиріт.

## Відзнаки
- Марія Соломко — хормейстер та диригент ансамблю;
- Наталія Мишловська — концертмейстер ансамблю

## Репертуар

### Твори українських композиторів
♫ — аранжування М. Соломко та Н. Мишловської
- «Львівянки», сл. Р. Братуня, муз. Є. Козака аранжування Н. Мишловської
- «Пшеничне перевесло», сл. Б. Стельмаха, муз. І. Білозора ♫
- «Від Бога наша пісня», сл. М. Ткача, муз. І. Білозора ♫
- «Ти, земле моя», сл. Ю. Рибчинського, муз. О. Осадчого ♫
- «Мамині пороги», сл. Т. Фролової, муз. Л. Молнара ♫
- «Балада про отчий дім», сл. Р. Братуня, муз. В. Івасюка ♫
- «Чар Карпатських гір», сл. і муз. Б. Веселовського ♫
- «Де ти, пташино», сл. Р. Лубківського, муз. Ю. Ланюка
- «Весняний вітер» сл. Г. Канич, муз. С. Петросяна ♫
- «Була собі течієчка», сл. Є. Матійка, муз. І. Сльоти ♫
- «Ой, музику дуже люблю», А. Гнатишин ♫
- «Лелеча доля», сл. В. Цілого, муз. І. Кириліної
- «Папороть цвіте», сл. Ю. Рибчинського, муз. О. Злотника
- «Буковинські вечорниці», муз. А. Кос-Анатольського
- «Човен хитається», сл. та муз. Р. Купчинського
- «Весела прогулянка», муз. Я. Дубравіна
- «Даруй мені крила», сл. М.Петренка, муз. К. Соколова
- «Мамина світлиця», сл. Б.Стельмаха, муз. І. Білозора ♫
- «Червона рута», сл. і муз. В. Івасюка ♫
- «Вернись із спогадів», сл. Р. Братуня, муз. В. Івасюка ♫
- «Перший сніг», сл. Б.Стельмаха, муз. І. Білозора ♫
- «Чом, чом, Земле моя», сл. В. Лебедова, муз. Д. Січинський
- «У долі своя весна» сл. Ю.Рибчинського, муз. В. Івасюка ♫

### Твори на слова Т.Г.Шевченка
♫ — аранжування М. Соломко та Н. Мишловської
- «Лічу в неволі», муз. Д. Січинського
- «Ой, три шляхи широкії», муз. Я. Степового
- «Думи мої, думи мої», обр. Г. Яковлєва, аранжування О. Герасименко та О. Кушнір
- «Вітре буйний», муз. Б. Фільц
- «Встала весна», муз. Б. Фільц
- «Ой, маю, маю я оченята», муз. В. Сокальського
- «У перетику ходила», муз. Т. Шевченка
- «Світе тихий», муз. Д. Котка

### Українські народні пісні
♫ — аранжування М. Соломко та Н. Мишловської
- «Ой, я гарна молодиця» ♫
- «Ой, дуб-дуба», муз. М.Ракова
- «Пироги», обр. М. Дацка аранжування Н. Мишловської
- «Жито мамцю» ♫
- «Умираю, моя мати» ♫
- «Не сама калину ламала», обр. С. Овчарової
- «За Дунаєм», обр. В Таловирі
- «Мала-м я фраїра», обр. В. Листопада
- «Нині, нині мами нема» ♫
- «Янчик» ♫
- «За нашим стодолом» обр. В. Зубицького ♫
- «Гандзя», обр. А.Юрлова

### Колядки і щедрівки
♫ — аранжування М. Соломко та Н. Мишловської
- «Лемки у Вифлеємі», аранж. О. Ортинського
- «Щедрий вечір», обр. Б. Сегіна ♫
- «Новая радость» ♫
- «Що то за предиво», за В. Барвінським ♫
- «У неділю рано», за М. Колессою
- «Стань, Давиде» ♫
- «Різдвяна ніч», сл. і муз. М. Лозинської ♫
- «Ніч над Вифлеємом», сл. і муз. М. Лозинської ♫
- «Бог ся рождає», інструм. супровід Н. Мишловської
- «Грають ангели» ♫

### Духовна музика
- «Ave Maria», Й.- С. Бах — Ш. Гуно
- «Отче наш», М. Вербицький аранжування для жіночого хору М. Соломко
- «Богородице Діво, радуйся», О.Козаренко ♫
- «Хваліте Господа з небес», муз. М. Вербицького переклад для жіночого хору Ю. Анткова
- Чин вінчання

## Гастролі, нагороди
- листопад 2011 —  Словенія — Гастрольна поїздка у Словенію;
- серпень 2009 — 2011 — Бельгія — Гастрольні поїздки у Бельгію;
- квітень 2011 — Перемишляни — Концерт з нагоди Воскресіння Христового;
- лютий 2011 — Львів — Різдвяний концерт у храмі св.Олексія;
- січень 2011 — Львів —Концерт з нагоди 10-ї річниці створення капели;
- січень 2010 — Львів —Різдвяний концерт;
- травень 2009 — Львів — "Вознесіння сердець" Концерт пам'яті І.Білозора та В.Івасюка — Домініканський собор;
- грудень 2008 — Софія (Болгарія) —Міжнародний різдвяний фестиваль “Holidays between Christmas and New Year”;
- 2001 - 2008 — Бельгія — Гастрольні поїздки у Бельгію 2001 - 2008;
- грудень 2007 — Братислава — II Міжнародний фестиваль різдвяної музики;
- травень 2007 — Бельфор (Франція) — Міжнародний музичний фестиваль «FIMU 2007»;
- січень 2007 — Львів — VIII Різдвяний фестиваль «Велика Коляда»;
- грудень 2006 — Львів — V фестиваль кобзарського мистецтва ім. Ю.Сінгалевича «Дзвени, бандуро!»;
- січень 2005 — Львів — VI Різдвяний фестиваль «Велика Коляда»;
- червень 2005 — Львів — Фестиваль молодіжних хорів присвячений року Пресвятої Євхаристії;
- травень 2004 — Дніпропетровськ — VII всеукраїнський фестиваль «Дзвени, бандуро!»;
- березень 2004 — Львів — Шевченківський вечір «Бандуристи – Кобзареві»;
- січень 2004 — Львів — V Різдвяний фестиваль «Велика Коляда»;
- листопад 2003 — Прага — ХІІІ Міжнародний фестиваль різдвяної музики;
- січень 2003 — Львів — IV Різдвяний фестиваль «Велика Коляда»;
- липень 2002 — Ждиня (Польща) — ХХ Свято лемківської культури «Лемківська ватра»;
- липень 2001 — Самбір — Фольклорний фестиваль «Чи ви ня музики не впізнали?»;
- 2001 червень — Львів — Святкування з нагоди приїзду в Україну Святійшого Отця Івана Павла ІІ;
- травень 2001 — Львів — III міжнародний телевізійний фестиваль української пісні та музики «Горицвіт».;
- червень 2001, 2002, 2003, 2004, 2005 — Львів — Концерти пам'яті І.Білозора та В.Івасюка / Домініканський собор.